# Lagurus lagurus
Il lemming delle steppe (Lagurus lagurus  Pallas, 1773) è un roditore della famiglia dei Cricetidi, unica specie del genere Lagurus Gloger, 1841, diffuso nell'Ecozona paleartica.

## Descrizione

### Dimensioni
Roditore di piccole dimensioni, con la lunghezza della testa e del corpo tra 85 e 120 mm, la lunghezza della coda tra 10 e 15 mm, la lunghezza del piede tra 13 e 16 mm, la lunghezza delle orecchie tra 5 e 6 mm e un peso fino a 33 g.

### Caratteristiche craniche e dentarie
Il cranio è alquanto appiattito e presenta due ampie arcate zigomatiche, che sono più large anteriormente. Il terzo molare superiore consiste di un prisma anteriore seguito da tre triangoli alternati ravvicinati e da uno sperone posteriore, il primo molare inferiore invece è formato da un prisma trasversale posteriore davanti al quale sono presenti cinque triangoli ristretti alternati e una capsula anteriore fornita di profonde pieghe su entrambi i lati che la dividono in due triangoli opposti confluenti.
Sono caratterizzati dalla seguente formula dentaria:

### Aspetto
Le parti dorsali sono giallo-grigiastre, mentre le parti ventrali sono bianco-giallastre. È presente negli individui adulti una striscia dorsale nera. Gli occhi sono piccoli, visibilmente spostati indietro e verso l'alto. Le orecchie sono piccole. Il dorso delle zampe è rivestito da peli grigio-giallastri. La coda è corta e dello stesso colore del corpo.

## Biologia

### Comportamento
È una specie terricola e diurna, molto attiva nel primo mattino e nel tardo pomeriggio. Costruisce sistemi di cunicoli che si estendono a circa 90 cm in profondità e con due o tre entrate. Una camera sferica rivestita d'erba è situata nel mezzo. I sessi vivono insieme nelle stesse tane fino alla nascita dei piccoli dopo di che i maschi si spostano in rifugi vicini.

### Alimentazione
Si nutre di materiale vegetale e legumi nei mesi più caldi, radici e tuberi durante l'inverno.

### Riproduzione
Si riproduce tra aprile e ottobre con picchi nei mesi estivi. L'estro dura 7 giorni, la gestazione 20. Le femmine possono avere fino a 6 cuccioli alla volta all'anno. Il numero tuttavia può variare da 4 a 8 in funzione delle precipitazioni. I giovani raggiungono la maturità sessuale dopo 4-6 settimane. La densità di popolazione è di 30-50 individui per ettaro.

## Distribuzione e habitat
Questa specie è diffusa nell'Ecozona paleartica, dall'Ucraina orientale attraverso la Russia sud-occidentale, il Kazakistan e il Kirghizistan nord-orientale fino alla provincia cinese dello Xinjiang nord-occidentale e la Mongolia occidentale.
Vive nelle steppe rocciose e in deserti semi-aridi fino a 2.800 metri di altitudine. È presente anche in radure, aree agricole e lungo i margini delle strade e dei canali sebbene eviti zone con denso sottobosco.

## Tassonomia
Sono state riconosciute 4 sottospecie viventi ed una estinta:
- L.l.lagurus: Russia sud-occidentale, Kazakistan centrale, Monti Altaj;
- L.l.abacanicus (Serebrennikov, 1929): steppe del bacino di Minusinsk;
- L.l.agressus (Serebrennikov, 1929): Ucraina orientale, Russia centro-occidentale, Kazakistan settentrionale;
- L.l.altorum (Thomas, 1912): Kazakistan meridionale e sud-orientale, Kirghizistan nord-orientale, Xinjiang nord-occidentale, Mongolia occidentale;
- L.l.major (Zazhigin, 1977) †: vissuta in Ucraina settentrionale nel tardo Pleistocene.

## Conservazione
La IUCN Red List, considerato il vasto areale e la popolazione presumibilmente numerosa, nonostante sia in declino in alcune regioni come l'Ucraina, classifica L.lagurus come specie a rischio minimo (Least Concern).